# Burning Love
Burning Love è un brano musicale scritto da Dennis Linde e reso celebre da Elvis Presley, che registrò la canzone negli studi della RCA Records, a Hollywood, il 28 marzo 1972, e del quale rappresentò anche uno degli ultimi successi discografici importanti.
In precedenza il brano era stato inciso anche da Arthur Alexander, che lo aveva incluso nel suo omonimo album pubblicato nel 1971.

## Descrizione
La versione interpretata da Elvis Presley venne incisa sul lato A del singolo pubblicato il primo agosto del 1972, mentre il lato B dello stesso recava inciso il brano It's a Matter of Time, e raggiunse la seconda posizione nella classifica Billboard Hot 100, riscuotendo un notevole successo di vendite. Il titolo in questione fu l'ultimo brano interpretato dal cantante che raggiunse un piazzamento entro i primi dieci negli Stati Uniti. Il brano è anche una delle ultime canzoni di netta ispirazione rock registrate nel corso della sua maturità artistica. A partire dal 1972, e sino al 1977, infatti, la maggioranza delle canzoni da lui incise erano malinconiche ballate piene di amarezza e rimpianto. Burning Love rappresentò una delle poche eccezioni, insieme a titoli come Promised Land, pubblicata nel 1974, e poche altre.
Notoriamente, a dispetto del suo successo, la canzone non piaceva particolarmente a Presley, che non riusciva a prenderla sul serio, e non si sentiva a suo agio quando la proponeva interpretandola dal vivo. Comunque sia, Presley eseguì il brano in almeno due grandi produzioni di quegli anni, vale a dire il documentario musicale incentrato sulla sua carriera Elvis on Tour (durante il quale ne legge il testo da un foglietto di carta mentre lo interpreta), e nel successivo concerto Aloha from Hawaii.
Per capitalizzare al massimo il successo del singolo, la canzone in seguito venne inclusa nell'album antologico Burning Love and Hits from His Movies, Volume 2, pubblicato il 1º novembre 1972. Nonostante il sottotitolo del disco, nessuna delle altre canzoni tratte da pellicole interpretate dal cantante presenti nel disco era stata una "hit".

### Registrazione

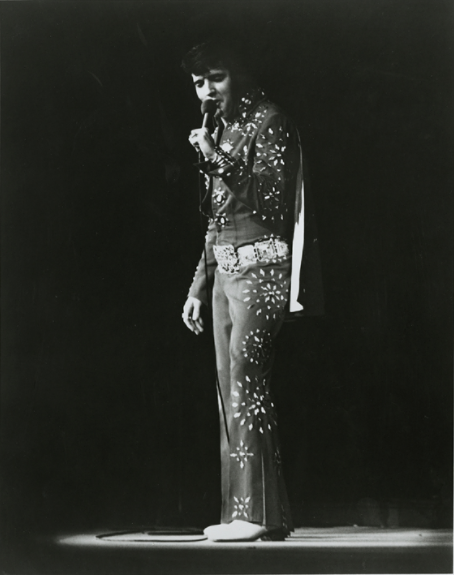
Elvis in concerto nel 1973

La canzone fu portata all'attenzione di Presley dal produttore della seduta di registrazione Felton Jarvis, che l'aveva a sua volta ricevuta in esame dall'editore musicale Bob Beckham. Il brano venne registrato nello Studio C presso gli studi RCA di Los Angeles il 28 marzo 1972; il giorno precedente, Elvis si era prodotto in ben 24 prove della ballata Separate Ways, scritta dall'amico Red West. Quindi ci vollero gli sforzi congiunti di Charlie Hodge, Joe Esposito, Red West, Jerry Scheff e Felton Jarvis per convincerlo a incidere Burning Love con uno stile adeguato e grintoso, alla Creedence Clearwater Revival. La canzone, infatti, era proprio un rock 'n' roll vigoroso che necessitava di un'interpretazione "forte" per essere credibile e convincente. Elvis durante l'esecuzione del brano sembra partire sottotono, ma poi si "scalda"  man mano durante la prosecuzione dello stesso, fino al raggiungimento del celebre finale, caratterizzato dall'esplosione del grido "hunka hunka burning love", che diventerà la particolarità distintiva della canzone. L'energia del brano scaturisce soprattutto grazie all'incalzante batteria suonata da Ronnie Tutt e grazie agli assoli della chitarra suonata da Dennis Linde, che vennero registrati separatamente, e inseriti solamente in un secondo momento nei master dai quali venne tratto il singolo definitivo.

## Tracce singolo
1. Burning Love (Dennis Linde) - 2:50
2. It's a Matter of Time (Clive Westlake) - 3:04

## Cover
- A metà anni settanta, Dolly Parton spesso eseguiva in concerto Burning Love.
- Nel 2002, Wynonna Judd ha interpretato la canzone per la colonna sonora del film Lilo & Stitch, suonata sui titoli di coda. In seguito la sua versione è stata inclusa nell'album del 2003 What the World Needs Now Is Love.
- Sempre nel 2002, una versione in spagnolo del brano intitolata Ardiente Amor, eseguita dal gruppo musicale spagnolo Café Quijano fu inclusa nella versione doppiata in spagnolo del film Lilo & Stitch.
- Nel settembre 2006 un remix della canzone è stato realizzato da Mocean Worker (MoWo).
- Una versione di Gene Summers di Burning Love è stata inclusa nel doppio album Juke-Box Rock 'n Roll pubblicato dalla EMI/Big Beat (#1597671) in Francia nel 1988.
- La Toya Jackson reinterpretò il brano nel suo album del 1994 di musica country From Nashville to You.
- Nel 1996 la ska band australiana The Porkers pubblicò una versione ska di Burning Love in seguito pubblicata sul loro disco Not Bad, Pretty Good, Not Bad.
- Nel 1992, Travis Tritt ne fece una cover per il film Honeymoon in Vegas.
- Altri artisti che hanno reinterpretato la canzone includono: Bruce Springsteen dal vivo nel tour del 2012, Eric Sardinas, Doctor and the Medics, Killdozer, The Residents, Melissa Etheridge, The Peawees e Mark Everett degli Eels.